# Agregacions municipals de Barcelona

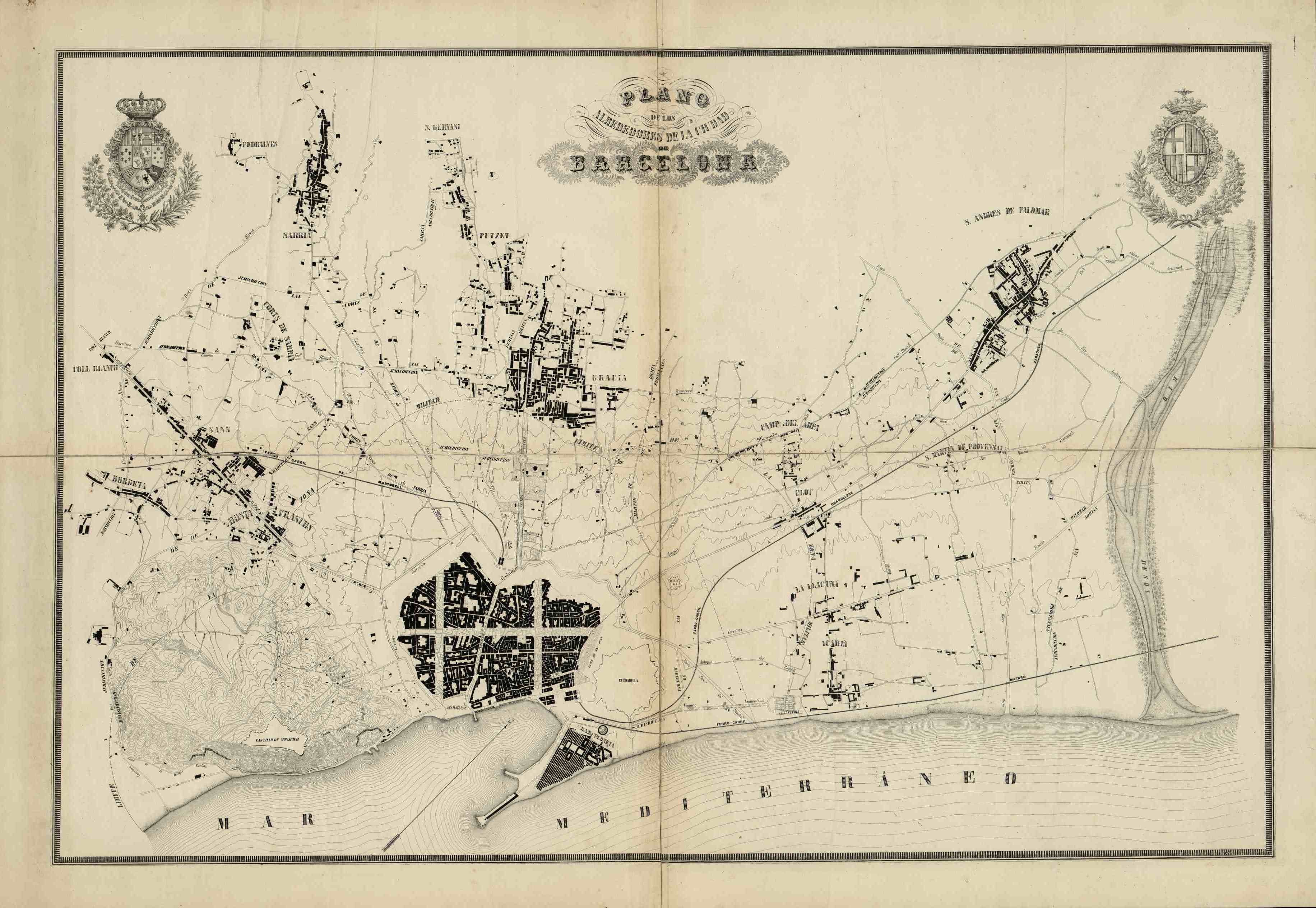
Plànol de Barcelona i els seus voltants (1855), d'Ildefons Cerdà.

Les agregacions municipals de Barcelona van ser un conjunt d'annexions de poblacions limítrofes amb la ciutat de Barcelona, efectuades entre els segles xix i xx. Durant aquest procés, la Ciutat Comtal va efectuar diverses agregacions totals o parcials de municipis i territoris situats al pla de Barcelona, entre les quals destaquen les de vuit poblacions del seu entorn: el 1897, Santa Maria de Sants, les Corts, Sant Gervasi de Cassoles, Gràcia, Sant Andreu de Palomar i Sant Martí de Provençals; el 1904, Horta; i, el 1921, Sarrià.

## Història

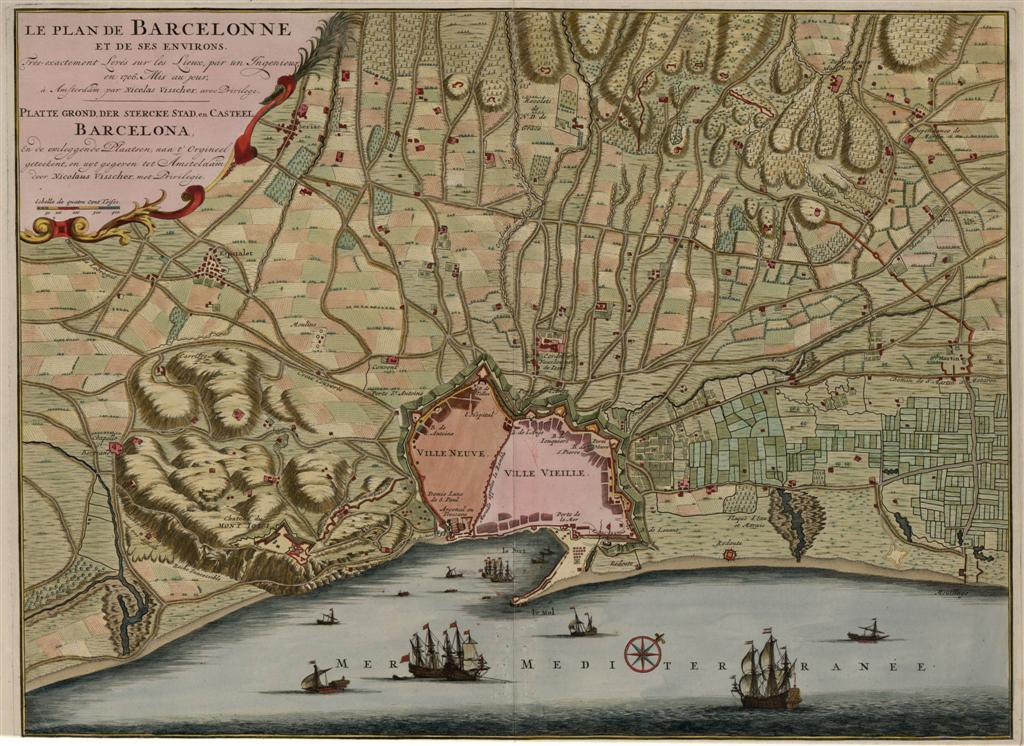
Plànol de Barcelona el 1706, de Nicolaes Visscher.

### Dels orígens alseglexix
Barcelona es troba a la costa mediterrània, situada en una plana d'uns 11 km de llarg i 6 d'ample, limitada en els seus costats pel mar i per la serra de Collserola, així com pels deltes dels rius Besòs i Llobregat.
La ciutat va ser fundada per colonitzadors romans el segle i aC amb el nom de Bàrcino, assentada sobre el mont Tàber, un petit turó situat a l'emplaçament de l'actual plaça de Sant Jaume.
Durant l'edat mitjana, el recinte de la ciutat va anar creixent des del primitiu centre urbà —el que avui dia és el Barri Gòtic—, i van sorgir al seu voltant diversos nuclis de població (vila nova), com els barris del Mar, Sant Cugat, Sant Pere, el Pi, Santa Anna, Arcs i Mercadal. Ja al segle xiv va sorgir el barri del Raval. Tot aquest perímetre estava emmurallat, fet que va impossibilitar l'expansió de la ciutat extramurs. La ciutat medieval, corresponent a l'actual districte de Ciutat Vella, va romandre pràcticament inalterada fins al segle xix, amb l'única excepció de la construcció el 1753 del barri de la Barceloneta, situat en una petita península de terrens guanyats al mar.
Cal remarcar que tot i que el nucli urbà de Barcelona estava cenyit a l'espai intramurs, el seu àmbit territorial era més extens, especialment des de la creació del Consell de Cent (1265), una administració municipal que tenia jurisdicció des de Montcada fins a Molins de Rei, i des de Castelldefels fins a Montgat. Fora dels murs de la ciutat el pla de Barcelona estava dedicat a l'agricultura, especialment dedicada a proveir a la població urbana; era el conegut com hort i vinyet de Barcelona, que produïa fruita, verdura i vi, en una àrea compresa entre les rieres d'Horta i Sants, i entre la serra de Collserola, el Puig Aguilar i el Coll de Codines fins al mar.
Va ser també en l'edat mitjana —a partir del segle x— quan van sorgir diversos nuclis de població a l'extraradi de la ciutat, que donarien origen als posteriors municipis agregats. La majoria van sorgir al voltant d'esglésies o ermites, com Sant Andreu de Palomar, Sant Joan d'Horta, Santa Maria de Sants, Sant Vicenç de Sarrià, Sant Gervasi de Cassoles i Sant Martí de Provençals. Gràcia va sorgir ja al segle xvii, a partir del convent i església de la Mare de Déu de Gràcia i Sant Josep (els Josepets), fundat pels carmelites descalços al centre del pla de Barcelona, a l'actual plaça de Lesseps. L'últim dels municipis a sorgir va ser les Corts, aconseguint la independència de Sarrià el 1836, després de segles d'autonomia i veu pròpia dins del municipi sarrianenc.
Al segle xviii, després de la derrota catalana en la Guerra de Successió Espanyola, el decret de Nova Planta promulgat per Felip V va eliminar el Consell de Cent i l'àmbit territorial de la ciutat. La nova divisió territorial es va fer sobre la base de les jurisdiccions parroquials, amb la qual cosa les diverses entitats del pla van passar a ser municipis independents, fet que es va consumar amb la nova organització administrativa local basada en ajuntaments aprovada amb la Constitució de Cadis de 1812. Després del canvi jurisdiccional, Barcelona va quedar reduïda al seu nucli antic, a més de Montjuïc, el Poble-sec i la majoria del territori del posterior Eixample, que en aquella època era camp ras. Un cas a part va ser el de Gràcia, que va seguir vinculada a la Ciutat Comtal fins que va poder segregar-se, primer en un període comprès entre 1820 i 1824, i definitivament des de 1850.
D'altra banda, durant els segles xviii i xix la població barcelonina va anar creixent constantment (de 34 000 habitants a començaments del segle xviii a 160 000 a mitjans del xix), fet que va comportar un augment de la densitat poblacional alarmant (850 habitants per hectàrea), posant en risc la salubritat de la ciutadania. No obstant això, a causa de la seva condició de plaça forta militar, el govern central s'oposava a l'enderrocament de les muralles. Va començar llavors un fort clam popular, liderat per Pere Felip Monlau, qui el 1841 va publicar la memòria Abajo las murallas, en la qual defensava la seva destrucció per evitar malalties i epidèmies. Per fi, el 1854 es va donar el permís per al seu enderroc, amb el qual es va donar la via de sortida per a l'expansió territorial de la ciutat, que es va plasmar en el projecte d'Eixample elaborat per Ildefons Cerdà, que va suposar la major ampliació territorial de Barcelona fins a l'agregació de municipis.

Plànol de Barcelona i els seus voltants el 1890, J.M. Serra. Es poden apreciar al voltant del nucli antic els municipis que van ser agregats entre finals del i començaments del.

### La Barcelona de 1800
En iniciar-se el segle xix, el terme municipal de Barcelona constava del nucli antic murallat, així com de diversos barris i sectors fora muralla: a l'est, la Barceloneta (que acabarà integrant-se en Ciutat Vella amb l'enderrocament de les muralles); a l'oest, a penes habitat, Montjuïc (amb el que esdevindrà el Poble-sec); i, al nord, l'enorme descampat en què dècades després acabaria alçant-se l'Eixample. Més al nord encara, i a gran distància del clos murallat, incloïa també Gràcia —amb alternances— fins al 1850.

### Segregacions al Pla de Barcelona (1820-1850)
Al pla de Barcelona, paradoxalment, en la primera meitat del segle xix predominen les segregacions, a partir del Trienni Liberal: el 1820 Santa Creu d'Olorda, a Collserola, se segregava de Molins de Rei; més endavant, i després de llarga lluita, també es constituïen en municipis independents tant les Corts de Sarrià (1836), segregada de Sarrià, com Gràcia (1850), segregada de Barcelona.

### Agregacions zonals a Barcelona (1839-1894)
Durant el segle xix es van produir les primeres agregacions a Barcelona de parts dels municipis adjacents: 
- el 1839 el barri d'Hostafrancs (amb el que esdevindria la Font de la Guatlla), pertanyent a Sants, bescanviat per un sector de la Marina;
- el 1849 (24 de maig), uns terrenys de Sant Martí de Provençals on es bastirà el cementiri del Poblenou;[10]
- el 1872 es van incorporar alguns terrenys de Gràcia, ja que l'organització de l'Eixample va aconsellar variar la demarcació territorial per evitar sinuositats, i s'establí una nova frontera al carrer de Provença;[12]
- el 1889 (17 d'abril) Barcelona es va agregar uns terrenys més de Gràcia, a l'emplaçament previst per a la construcció de l'Hospital Clínic i Provincial;[12]
- finalment, el 1894 (18 de maig) es va agregar el sector de Fort Pius, pertanyent a Sant Martí de Provençals, amb vista a construir el col·lector del Bogatell.[12]

### Altres agregacions al Pla (1890-1916)
D'altra banda, el 1890 Sarrià s'annexava Vallvidrera (amb les Planes), fins llavors municipi. Pel mateix motiu, deutes impagables, el 1916 fou suprimit el municipi de Santa Creu d'Olorda, que hom dividí entre Molins de Rei, Sant Feliu de Llobregat i Sarrià. Tant Vallvidrera com el sector sarrianenc de Santa Creu d'Olorda acabarien integrant-se al municipi de Barcelona el 1921, en produir-s'hi l'agregació de Sarrià.

### Ofensiva expansionista de Barcelona (1876-1897)
Aquestes agregacions parcials foren motivades per raons estructurals i per especulació de terrenys, però a partir de l'enderrocament de les muralles i l'inici de l'Eixample l'Ajuntament de Barcelona va començar a valorar l'agregació total dels municipis del seu entorn, amb la finalitat de controlar en millor mesura la planificació urbanística de l'expansió territorial que estava iniciant. Un altre factor clau va ser el procés desindustrialitzador sofert per la ciutat durant la primera meitat del segle xix, en què la major part de les fàbriques es van traslladar a Sants, Sant Andreu o Sant Martí. Això va comportar la pèrdua d'una bona quantitat d'impostos que pagaven aquestes fàbriques, que el consistori barceloní volia recuperar.
El 1876 l'Ajuntament de Barcelona engegà una política agressivament annexionista envers els municipis adjacents, amb l'objectiu d'agregar-los, fins i tot contra llur voluntat. També mobilitzà interessos de classe. Així, el 9 d'abril de 1883, per iniciativa d'alguns propietaris i industrials santsencs, l'Ajuntament de Sants aprovava l'agregació a Barcelona; malgrat tot, l'oposició veïnal els obligà a fer marxa enrere, i el 12 de juliol s'anul·là l'agregació.
L'actitud expansionista de l'Ajuntament de Barcelona provocà una forta resistència entre els altres municipis del Pla, que s'aglutinaren en una Junta Antiagregacionista de las Poblaciones del Llano. Ja el 1881 la pressió d'Horta, Sant Andreu i Sant Martí en contra de la construcció d'un nou cementiri en els seus terrenys havia provocat que aquest finalment s'instal·lés a Montjuïc. Des de llavors, van abundar les protestes i manifestacions contra les agregacions, la més multitudinària de les quals es va produir el 7 d'abril de 1889, en què unes 40 000 persones es van manifestar enfront del Govern Civil.

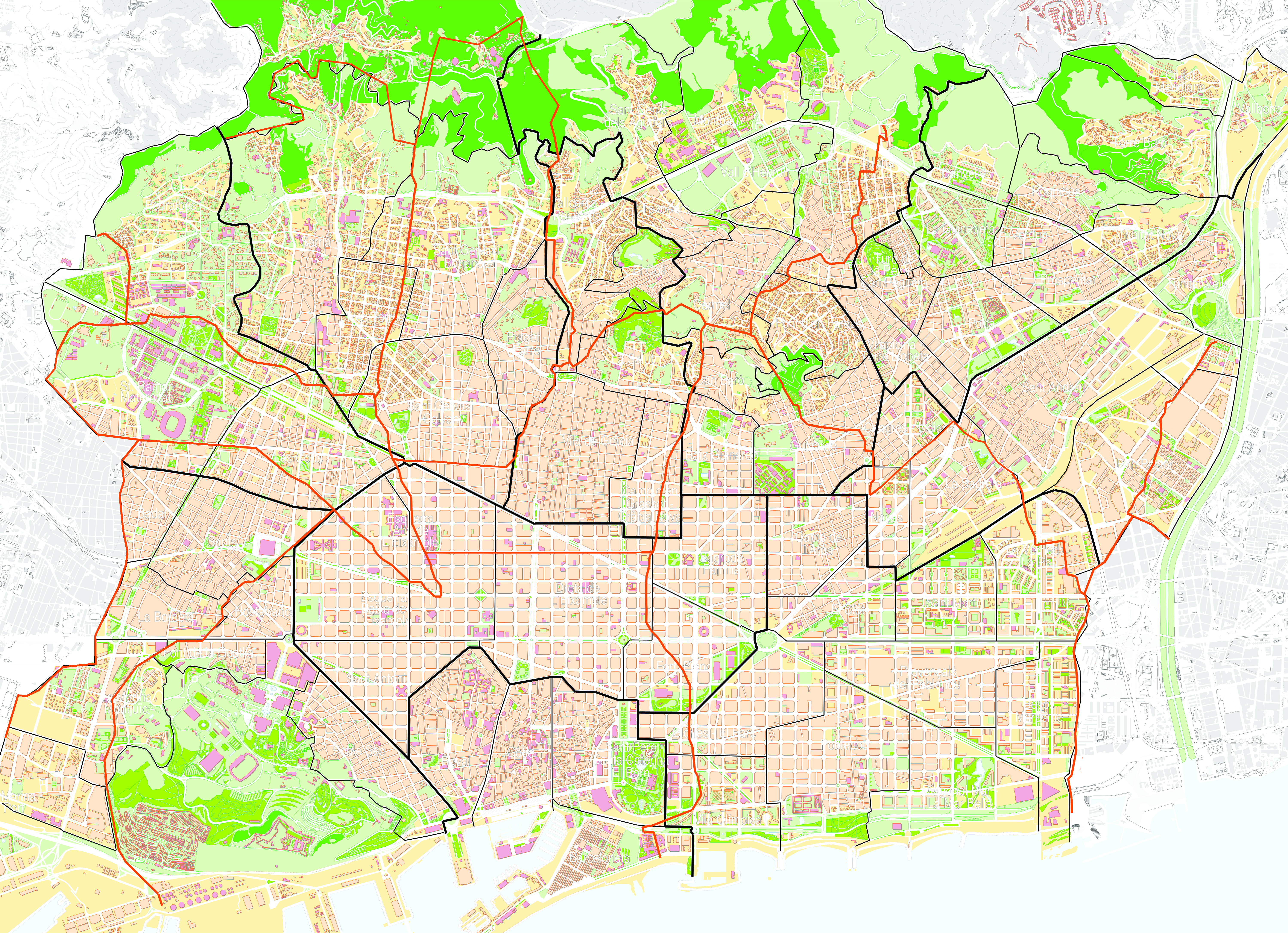
Límits dels antics municipis (1897) comparats amb l'actual divisió en districtes i barris.

### Agregacions de 1897 i constitució de la Gran Barcelona
Malgrat tot, el procés fou imparable, i per reial decret de 20 d'abril de 1897 Barcelona agregava sis dels municipis limítrofs: Sants, les Corts de Sarrià, Sant Gervasi de Cassoles, Gràcia, Sant Andreu de Palomar i Sant Martí de Provençals. 14 regidors d'aquests municipis van passar a l'ajuntament barceloní, que ja en tenia 35. Sant Andreu hi interposà recurs contenciós administratiu, el qual no prosperaria, ja que fou desestimat tres anys després.
No podia ser més evident la voluntat absorcionista de l'oligarquia governant a l'Ajuntament de Barcelona: la divisió en nous districtes adoptada tot seguit (24 d'abril de 1897) desdibuixava minuciosament els límits dels termes annexats i n'entremesclava els territoris entre si i amb altres d'històricament barcelonins, a més d'invisibilitzar els corònims dels antics municipis: és el 1897 que s'adopta l'ús de designar els districtes municipals de Barcelona només per la numeració.
Amb aquestes agregacions la superfície del municipi de Barcelona va passar de 15,5 km² a 77,8 km²; la seva població, de 383 908 habitants a 559 589. Barcelona esdevenia la ciutat més poblada de la península Ibèrica, per davant de Madrid, Lisboa i València. Les agregacions posteriors ampliaran força la superfície del municipi de Barcelona, però ja no incidiran significativament en l'augment de la població, el qual dependrà, sobretot, del creixement vegetatiu i, encara més, de la immigració del camp a la ciutat. Per aquesta via, el 1930 la població de Barcelona superaria el milió d'habitants.

### Pla d'enllaços

Els actuals districtes de Barcelona.

L'annexió dels nous municipis va plantejar la necessitat d'un pla d'enllaços de la ciutat, que va sortir a concurs públic el 1903 (Concurs Internacional sobre avantprojectes d'enllaços de la Zona d'Eixample de Barcelona i els pobles agregats entre si i amb la resta del terme municipal de Sarrià i Horta), en el qual va resultar guanyador l'urbanista francès Léon Jaussely. Es buscava la integració dels nous municipis agregats amb Barcelona i entre aquests, amb un predomini dels aspectes organitzatius per sobre els expansius. El Pla Jaussely es basava en un esquema estructural, amb un tracte diferenciat dels diversos teixits urbans, fet que recorda els traçats tipus Beaux-Arts de moda en els ambients internacionals de l'època. La seva proposta es basava principalment en tres criteris: un esquema viari d'eixos principals (cinc radials i dos anells de circumval·lació), la zonificació d'activitats i la sistematització dels espais verds. El projecte preveia grans infraestructures viàries (bulevards, grans places, passejos de ronda, diagonals, passejos marítims), parcs i jardins, enllaços ferroviaris —amb les línies interiors soterrades—, edificis públics i col·lectius en els punts centrals de les traces viàries, equipaments i àrees de serveis. El projecte es va realitzar tan sols parcialment, i el 1917 es va reformular amb l'anomenat Pla Romeu-Porcel; malgrat tot, l'innovador de les seves idees va deixar una profunda empremta i va inspirar l'urbanisme barceloní durant gran part del segle.

### Darrers municipis agregats (segle XX)
Per un altre reial decret de 9 de juliol de 1903 Horta fou agregada a Barcelona; la mesura es feu efectiva l'1 de gener de 1904.
Posteriorment, el 4 de novembre de 1921 un darrer reial decret forçava l'agregació de Sarrià al municipi de Barcelona. Amb Sarrià s'incorporaven a Barcelona Vallvidrera i el sector sarrianenc de Santa Creu d'Olorda; d'ençà de llavors aquesta darrera constitueix dos petits enclavaments barcelonins, separats del nucli principal pels termes de Sant Cugat del Vallès i de Sant Feliu de Llobregat. L'any 2017 el menor d'aquests dos enclavaments, la Peça de Can Mallol, va incorporar-se al municipi de Sant Feliu de Llobregat, essent compensat per un territori de superfície equivalent que va passar de Sant Feliu a Barcelona.

### Darreres agregacions zonals (segle XX)
Les últimes annexions foren parcials: 
- el 1920, la Marina de l'Hospitalet, en virtut de la llei estatal d'11 de maig, per tal de fer-hi la Zona Franca;[21]
- el 1929 (Reial decret de 5 de març de 1929) la part a llevant del riu del municipi de Sant Adrià de Besòs. Si bé apareix agregat a Barcelona en plànol oficial municipal de 1943[22] de Vicenç Martorell i Portas, aquesta agregació mai va arribar a fer-se efectiva i va ser anul·lada el 1955.[23][24]
- el 1933 (28 d'agost),[25] el sector de Finestrelles, llavors deshabitat, cedit per l'Hospitalet de Llobregat per tal de facilitar l'ampliació de la Diagonal (en aquell moment, avinguda del 14 d'Abril);[26]

- el 1943 (decret estatal de 17 de desembre), els barris de Baró de Viver i del Bon Pastor, segregats de Santa Coloma de Gramenet.[12][27]

Amb aquestes darreres agregacions el municipi de Barcelona ateny la superfície actual de 101,35 km².

#### L'intercanvi de la Peça de Can Mallol
El 2017 (decret de 21 de març) es van agregar l'enclavament de la Peça de Can Mallol al terme municipal de Sant Feliu de Llobregat i segregar una zona anàloga en dimensions del terme municipal de Sant Feliu de Llobregat per a la seva agregació al terme municipal de Barcelona.

## Els districtes actuals
L'actual divisió administrativa de la ciutat en districtes, efectuada el 1984, es basa en bona part en els antics municipis. La divisió es va establir en deu districtes, establerts buscant el màxim respecte a la seva identitat històrica i morfològica, però procurant també una delimitació pràctica i funcional, que garantís als veïns una àmplia cobertura assistencial i alhora equilibrés demogràficament els districtes. En general, es va procurar respectar les antigues demarcacions procedents de la ciutat antiga, el seu eixample i els municipis agregats, encara que algunes zones van variar respecte a la seva pertinença històrica: 
- Pedralbes, anteriorment pertanyent a Sarrià, va passar a les Corts;
- el Coll i Vallcarca i els Penitents, històricament d'Horta, es van incorporar a Gràcia;
- el Guinardó i Can Baró, originaris de Sant Martí, van ser agregats a Horta;
- la Font d'en Fargas, de Sant Andreu, també va passar a Horta;
- La Sagrera i Navas van passar de Sant Martí a Sant Andreu;
- la Sagrada Família i part del Fort Pienc van passar de Sant Martí a l'Eixample;
- i el nou districte de Nou Barris va ser segregat de Sant Andreu.[31] D'altra banda, al si de Nou Barris, essencialment compost de barris de nova creació, també s'hi amalgamen diversos barris històrics de Sant Andreu.

Alguns dels districtes de 1984 deuen l'existència a la pruïja d'equilibrar demogràficament els districtes, tot i tenir components clarament diferenciats: 
- Sants-Montjuïc amalgama: Sants (municipi històric); Montjuïc i el Poble-sec (històricament part de Barcelona, i no de Sants); i la Marina i Zona Franca (històricament part de Sants i de l'Hospitalet de Llobregat, però amb caràcter propi ben marcat);
- Sarrià-Sant Gervasi amalgama dos municipis històrics: Sarrià i Sant Gervasi de Cassoles.

## Futures agregacions
En l'actualitat no existeix cap proposta oficial perquè Barcelona annexioni més municipis limítrofs. Tot i això, alguns urbanistes com Oriol Bohigas han defensat l'agregació a Barcelona d'alguns dels municipis de la seva àrea metropolitana, com ara l'Hospitalet de Llobregat, amb refús explícit per part d'aquest.